# ベンクト・ベルギウス
ベンクト・ベルギウス（Bengt Bergius、1723年9月2日 - 1784年10月23日）は、スウェーデンの歴史家、植物学者である。弟のピーター・ベルギウス（Peter Jonas Bergius）と、ストックホルムのベルギアンスカ植物園（Bergianska trädgården）の創設に貢献した。

## 生涯
ヴェステルイェートランド地方の Livereds säteriに生まれた。ルンド大学に1741年に入学し、1745年に学位を得た。1747年から1749年の間、歴史学の准教授を務めた。その後ストックホルムに移り、遺物保管所の鑑定員や銀行のマネージャーを務めた。
学生時代からスウェーデンの政治や教育の歴史に関する資料の収集を行い、膨大で貴重な文献を残した。1766年にスウェーデン王立科学アカデミーの会員に選ばれた。1791年に弟の博物学者、ピーター・ベルギウス とともに、財団（Bergianska stiftelsen）を創立し、植物学や園芸学の教育や研究のためにKarlbergsvägenに植物園を寄付した。植物園は1885年にBrunnsvikenに移されるが、現在までつづいている。

## 著書
- Bengt Bergius, Jöns Lund, David Ståhl. 1753. Nytt Förråd af Äldre och Nyare Handlingar rörande Nordiska Historien: 1-4. Stycket
- 1769. Tal, om svenska Äng-skötseln, och dess främjande genom lönande Gräs-slag